# مختل (فلم 1998)
مختل (بالإنجليزية: Psycho) هو فيلم رعب أمريكي من إخراج جوس فان سانت وبطولة فينس فون، جوليان مور، فيجو مورتينسين، ويليام ميسي وآن هاش. صدر الفيلم في 4 ديسمبر 1998.